# Cantón Puebloviejo
Cantón Puebloviejo är en kanton i Ecuador.   Den ligger i provinsen Los Ríos, i den centrala delen av landet, 180 km sydväst om huvudstaden Quito. Antalet invånare är 29 420. Arean är 336 kvadratkilometer.
Terrängen i Cantón Puebloviejo är platt.